# Vietnam op de Olympische Spelen
Vietnam is een van de landen die deelneemt aan de Olympische Spelen. Vietnam debuteerde op de Zomerspelen van 1952. Het heeft nog nooit deelgenomen aan de Winterspelen.
In 2024 nam Vietnam voor de zeventiende keer deel aan de Zomerspelen. Er werden vier medailles gewonnen.

## Medailles en deelnames
De eerste medaille werd in 2000 bij taekwondo behaald door Trần Hiếu Ngân die de zilveren medaille bij de vrouwen lichtgewichten behaalde. De tweede medaille werd in 2008 gewonnen door Hoàng Anh Tuấn die in het gewichtheffen bij de bantamgewichten ook zilver won. In 2016 werd het eerste goud behaald. In de schietsport veroverde Hoàng Xuân Vinh deze op het onderdeel 10 meter luchtpistool, daarnaast won hij dat jaar nog zilver op het onderdeel 50 meter pistool.

### Overzicht
De tabel geeft een overzicht van de jaren waarin werd deelgenomen, het aantal gewonnen medailles en de eventuele plaats in het medailleklassement.
| Jaar   | Goud · | Zilver · | Brons · | Totaal | Rang |
| 1952   | 0      | 0        | 0       | 0      | -    |
| 1956   | 0      | 0        | 0       | 0      | -    |
| 1960   | 0      | 0        | 0       | 0      | -    |
| 1964   | 0      | 0        | 0       | 0      | -    |
| 1968   | 0      | 0        | 0       | 0      | -    |
| 1972   | 0      | 0        | 0       | 0      | -    |
| 1976   | -      | -        | -       | -      | -    |
| 1980   | 0      | 0        | 0       | 0      | -    |
| 1984   | -      | -        | -       | -      | -    |
| 1988   | 0      | 0        | 0       | 0      | -    |
| 1992   | 0      | 0        | 0       | 0      | -    |
| 1996   | 0      | 0        | 0       | 0      | -    |
| 2000   | 0      | 1        | 0       | 1      | 64   |
| 2004   | 0      | 0        | 0       | 0      | -    |
| 2008   | 0      | 1        | 0       | 1      | 70   |
| 2012   | 0      | 0        | 0       | 0      | -    |
| 2016   | 1      | 1        | 0       | 2      | 48   |
| 2020   | 0      | 0        | 0       | 0      | -    |
| 2024   | 0      | 0        | 0       | 0      | -    |
| Totaal | 1      | 3        | 0       | 4      | -    |

### Per deelnemer
| Jaar | Sport         | Olympiër        | Onderdeel                  | Medaille |
| ---- | ------------- | --------------- | -------------------------- | -------- |
| 2000 | Taekwondo     | Trần Hiếu Ngân  | lichtgewicht (-57 kg) (v)  | Zilver   |
| 2008 | Gewichtheffen | Hoàng Anh Tuấn  | bantamgewicht (-56 kg) (m) | Zilver   |
| 2016 | Schietsport   | Hoàng Xuân Vinh | 10 m luchtpistool (m)      | Goud     |
| 2016 | Schietsport   | Hoàng Xuân Vinh | 50 m pistool (m)           | Zilver   |

Afghanistan · Albanië · Algerije · Amerikaans-Samoa · Amerikaanse Maagdeneilanden · Andorra · Angola · Antigua en Barbuda · Argentinië · Armenië · Aruba · Australië · Azerbeidzjan · Bahama's · Bahrein · Bangladesh · Barbados · België · Belize · Benin · Bermuda · Bhutan · Bolivia · Bosnië en Herzegovina · Botswana · Brazilië · Britse Maagdeneilanden · Brunei · Bulgarije · Burkina Faso · Burundi · Cambodja · Canada · Centraal-Afrikaanse Republiek · Chili · China · Chinees Taipei · Colombia · Comoren · Congo-Brazzaville · Congo-Kinshasa · Cookeilanden · Costa Rica · Cuba · Cyprus · Denemarken · Djibouti · Dominica · Dominicaanse Republiek · Duitsland · Ecuador · Egypte · El Salvador · Equatoriaal-Guinea · Eritrea · Estland · Ethiopië · Fiji · Filipijnen · Finland · Frankrijk · Gabon · Gambia · Georgië · Ghana · Grenada · Griekenland · Groot-Brittannië · Guam · Guatemala · Guinee · Guinee-Bissau · Guyana · Haïti · Honduras · Hongarije · Hongkong · Ierland · IJsland · India · Indonesië · Irak · Iran · Israël · Italië · Ivoorkust · Jamaica · Japan · Jemen · Jordanië · Kaaimaneilanden · Kaapverdië · Kameroen · Kazachstan · Kenia · Kirgizië · Kiribati · Koeweit · Kosovo · Kroatië · Laos · Lesotho · Letland · Libanon · Liberia · Libië · Liechtenstein · Litouwen · Luxemburg · Madagaskar · Malawi · Malediven · Maleisië · Mali · Malta · Marokko · Marshalleilanden · Mauritanië · Mauritius · Mexico · Micronesië · Moldavië · Monaco · Mongolië · Montenegro · Mozambique · Myanmar · Namibië · Nauru · Nederland · Nepal · Nicaragua · Nieuw-Zeeland · Niger · Nigeria · Noord-Korea · Noord-Macedonië · Noorwegen · Oeganda · Oekraïne · Oezbekistan · Oman · Oost-Timor · Oostenrijk · Pakistan · Palau · Palestina · Panama · Papoea-Nieuw-Guinea · Paraguay · Peru · Polen · Portugal · Puerto Rico · Qatar · Roemenië · Rusland · Rwanda · Saint Kitts en Nevis · Saint Lucia · Saint Vincent en de Grenadines · Salomonseilanden · Samoa · San Marino · Saoedi-Arabië · Sao Tomé en Principe · Senegal · Servië · Seychellen · Sierra Leone · Singapore · Slovenië · Slowakije · Somalië · Spanje · Sri Lanka · Soedan · Suriname · Swaziland · Syrië · Tadzjikistan · Tanzania · Thailand · Togo · Tonga · Trinidad en Tobago · Tsjaad · Tsjechië · Tunesië · Turkije · Turkmenistan · Tuvalu · Uruguay · Vanuatu · Venezuela · Verenigde Arabische Emiraten · Verenigde Staten · Vietnam · Wit-Rusland · Zambia · Zimbabwe · Zuid-Afrika · Zuid-Korea · Zuid-Soedan · Zweden · Zwitserland
Historische landen: Bohemen · Bondsrepubliek Duitsland · Brits-Indië · Duitse Democratische Republiek · Joegoslavië · Malaya · Nederlandse Antillen · Noord-Borneo · Noord-Jemen · Saarland · Servië en Montenegro · Sovjet-Unie · Tsjecho-Slowakije · West-Indische Federatie · Zuid-Jemen
Bijzondere deelnames: Onafhankelijke olympische atleten · Vluchtelingenteam 
 Australazië · Duits Eenheidsteam · Gemengd team · Gezamenlijk Team